# Bogdan Grom
Bogdan Grom, umetnik, slikar, kipar, grafik, * 26. avgust 1918, Devinščina pri Proseku (občina Zgonik), 18. november 2013, Englewood, New Yersey (ZDA).

## Življenje in delo
Bogdan Grom se je rodil v vasici Devinščina nad Trstom, oče je bil Miro, ravnatelj Živnostenske banke v Trstu, mati Frida (rojena Dolenc). Osnovno šolo je obiskoval v Trstu, v Barkovljah je tudi študiral glasbo, nato je družina sledila očetu, ki je se zaradi službe večkrat selil, a se je med poletjem vedno vračal domov na Kras in počitnice je preživljal s starimi starši v Devinščini v slovenskem okolju, kjer je vskal odnos do lastnih korenin in narodni pripadnosti, saj ga je podžigala fašistična represija. Vsekakor je študiral bodisi v Pragi, Zagrebu kot v Subotici, kjer je opravil zadnje leto gimnazije, v Ljubljani pa je zaključil licej. Študiral je pravo v Ljubljani, a italijanski fašistični okupatorji so ga leta 1941 zaprli najprej v Ljubljani, nato v Trstu v zapor Coroneo, potem so ga odgnali v Umbrijo, kjer je v Perugi študiral na akademiji likovne umetnosti. Grom je že kot otrok dokazal veliko nadarjenost do likovne umetnosti, med potovanji se je izobraževal, saj je oče rad sledil slikarjem in ga je Bogdan vedno spremljal po razstavah. Imel je tudi mnogo odličnih mentorjev, med katerimi Mateja Sternena iz Ljubljane, Gerardo Dottori v Perugi, Armando Pizzinato v Benetkah in tudi Aldo Pascucci, Roberto Velli, Guido Cadorin, Bruno Saetti ter drugi. Po drugi svetovni vojni se je Bogdan Grom preselil v Ptuj, kjer je med leti 1945–47 poučeval risanje na realni gimnaziji (nadomeščal je Franceta Miheliča), nato se je leta 1947 vrnil v Trst, saj so ga prosili, da bi nadaljeval strip, ki ga ni zaključil komaj umrli Albert Sirk za Ljudski tednik in je dobil službo kot profesor likovne vzgoje na slovenskem učiteljišču v Trstu. Bogdan Grom se je stalno izobraževal in izpopolnjeval v raznih tehnikah, leta 1957 je obiskoval tudi tečaj za barvna stekla na munchenski akademiji in se še isto leto preselil v ZDA. Od leta 1960 je poučeval na Pratt Institute v Brooklynu v New Yorku, nato pa na City Community College of applied Arts and Sciences v istem mestu, od leta 1962 pa izbral poklic svobodnega umetnika.
A Bogdan Grom, čeprav je postal svetovno znani umetnik, je vedno ostal navezan na svoj Kras in je vedno ostal Slovenec. Razstavljati je začel leta 1949 s skupino slovenskih tržaških umetnikov v tržaški galeriji Scorpione, sledile so razstave v najrazličnejših italijanskih mestih, sodeloval je tudi na rimskem Quadriennalu. Razstavljal je v: Italiji, Jugoslaviji, Španiji, Nemčiji, Avstriji, Švici, Sloveniji, Bolgariji, Izraelu, na Japonskem in seveda v ZDA. Njegova dela so prisotna v stalnih zbirkah v Galleria Nazionale d’Arte v Rimu, v muzeju Revoltella v Trstu, v Narodni galeriji v Beogradu, v Moderni galeriji v Ljubljani, v Cincinnati Art Museum v Ohaiu, v Guggenheimu v New Yorku, v White House Art Collection v Washingtonu in tudi v številnih zasebnih zbirkah. Njegov opus je izjemno bogat in raznolik. Posvečal se je najrazličnejšim tehnikam in likovnim ter kiparskim izrazom, saj je ustvarial tudi medalje in malo plastiko, razen najrazličnejših kipov. Ilustriral je mnogo knjig, zelo navezan je bil tudi na slovensko ornamentistiko (nekaj takih njegovih ilustracij je tudi v prvem letniku Jadranskega koledarja leta 1951). Na začetku svoje umetniške kariere je ustvarjal pod vplivom impresionizma, ekspresionizma in futurizma, kasneje se je veliko navdihoval pri domačem Krasu, tudi v letih, ko se je izselil v Združene države Amerike. Zelo rad se je vračal v domače kraje.
Leta 2007 mu je tržaška založba Mladika izdala zelo bogato in obsežno monografijo v treh jezikih: Moje korenine = Le mie radici = My roots.
Leta 2011 je prejel odličje takratnega slovenskega predsednika Danila Türka za bogat ustvarjalni opus, s katerim je vseskozi opravljal poslanstvo ambasadorja odličnosti in umetnosti slovenske kulture.
Leta 2012 so v Trstu priredili večjo retrospektivno razstavo ob priložnosti nastanka stalne zbirke del, ki jih je umetnik podaril pokrajini Trst. Po njegovi smrti so mestu Trst sorodniki (po umetnikovi specifični želiji) podarili mnogo njegovih umetnin.